# Lengenfeld (Leutershausen)
Lengenfeld (fränkisch: Längefeld) ist ein Gemeindeteil der Stadt Leutershausen im Landkreis Ansbach (Mittelfranken, Bayern). Lengenfeld liegt in der Gemarkung Neunkirchen bei Leutershausen.

## Geografie
Südwestlich des Dorfes liegen die Eckertshölzer, im Norden das Burgholz, 1 km östlich der Schönfeldwald. 0,75 km südlich liegt das Flurgebiet Hohbühl. Die Staatsstraße 2246 führt nach Schalkhausen (4 km östlich) bzw. an Straßenwirtshaus vorbei nach Hannenbach (2 km westlich). Gemeindeverbindungsstraßen führen nach Tiefenthal (2 km nördlich) und über Höfen zur Staatsstraße 1066 (2,5 km südlich).

## Ortsnamendeutung
Der Ortsname wird gedeutet als Siedlung „beim langen Feld“. Das Dativ-„n“ im Adjektiv ist in manchen Schreibungen (1314, 1351, 1434 und 1504) und in der mundartlichen Aussprache verloren gegangen.

## Geschichte
Bei Lengenfeld wurden Siedlungsspuren aus dem Neolithikum gefunden.
Erstmals urkundlich erwähnt wurde der Ort im Jahr 1132; dort hatte Graf Wolfram von Wertheim Besitz. Noch im Spätmittelalter hatten die Grafen von Wertheim Würzburger Lehenbesitz in Lengenfeld. 1288 erschien im Testament von Wolfram, dem letzten Dornberger († 9. Juni 1288), Lengenfeld als Besitz dieses Geschlechts. 1391 gab Burggraf Friedrich [VI.] von Nürnberg Lengenfeld als Lehen an Wilhelm von Seckendorff zu Jochsberg. 1409 übertrug der Burggraf einen Hof und die Schäferei in Lengenfeld der Stadt Ansbach, um eine Bürgschaft der Stadt abzusichern. Nach dem 16-Punkte-Bericht des Oberamtes Ansbach von 1684 bestand Lengenfeld aus 15 markgräflichen Mannschaften, die dem Hofkastenamt Ansbach unterstanden, im Einzelnen ein Hof mit Wirtschaft und Brauhaus, drei Höfe, die Haagmühle, sechs Güter, drei Drittel des 1600 aufgeteilten, nun öden (Schaf-)Hofes und ein 1597 neu aufgerichtetes Haus. Nach der Vetterschen Oberamtsbeschreibung von 1732 bestand der Weiler aus vier Höfen und neun Gütlein des Ansbachischen Hofkastenamtes sowie einem Gemeindehirtenhaus und hatte den Zehnt ins Hofkastenamt zu geben. Dieses nahm auch die Dorf- und Gemeindeherrschaft, die Vogtei und die Fraisch wahr. Auch am Ende des Alten Reiches übte das Hofkastenamt alle Rechte über Lengenfeld mit Hohenmühle, nunmehr 19 Untertanen, aus. Es bestand aus vier Halbhöfen, einem Viertelhof, acht Köblergütern, zwei Gütlein, einem Dreiviertelgut, der Hohenmühle, einem Leerhaus und einem Schmiedgut. Gemeindlicher abgabenfreier Besitz waren das Hirtenhaus und das Brechhaus. Von 1797 bis 1808 unterstand der Ort dem Justiz- und Kammeramt Ansbach.
Im Rahmen des Gemeindeedikts wurde Lengenfeld dem 1808 gebildeten Steuerdistrikt Neunkirchen zugeordnet. Es gehörte auch der 1811 gegründeten Ruralgemeinde Neunkirchen an. Am 1. Januar 1972 wurde Lengenfeld im Zuge der Gebietsreform in Bayern in die Stadt Leutershausen eingemeindet.

## Einwohnerentwicklung
| Jahr      | 001818 | 001840 | 001861 | 001871 | 001885 | 001900 | 001925 | 001950 | 001961 | 001970 | 001987 |
| Einwohner | 99     | 121    | *119   | 115    | 116    | 127    | 115    | 182    | 149    | 152    | 137    |
| Häuser    | 18     | 23     |        |        | 22     | 22     | 22     | 21     | 24     |        | 35     |
| Quelle    | [ 23 ] | [ 24 ] | [ 25 ] | [ 26 ] | [ 27 ] | [ 28 ] | [ 29 ] | [ 30 ] | [ 31 ] | [ 32 ] | [ 1 ]  |

## Religion
Der Ort ist seit der Reformation evangelisch-lutherisch geprägt und bis heute nach St. Georg (Neunkirchen bei Leutershausen) gepfarrt. Die Einwohner römisch-katholischer Konfession sind nach St. Ludwig (Ansbach) gepfarrt.